# Ornebius nigripennis
Ornebius nigripennis är en insektsart som först beskrevs av Lucien Chopard 1929.  Ornebius nigripennis ingår i släktet Ornebius och familjen Mogoplistidae. Inga underarter finns listade i Catalogue of Life.